# (9017) Babadzhanyan
(9017) Babadzhanyan (1986 TW9) – planetoida z grupy pasa głównego asteroid okrążająca Słońce w ciągu 4,13 lat w średniej odległości 2,57 au. Odkryta 2 października 1986 roku.